# ライザンバーII
『ライザンバーII』(RAYXANBER II)とは、1991年6月7日にデータウエストから発売されたPCエンジンCD-ROM2用横スクロールシューティングゲーム。

## 概要
FM TOWNSで発売された前作『ライザンバー』（1990年）の続編。
基本的なゲームシステム、パワーアップ方式はほぼ同じであるが、様々な要因により格段に難易度が上がっている。
データウエスト、PCエンジン参入第一弾である。

## ゲーム内容

### 進行
全6ステージをクリアするとエンディングとなる。1周で終了。バリアなどはなく、1回の被弾や敵キャラクター・地形との接触でミスとなる。ミスするとステージ面では進行状況に応じてステージ最初か中間地点まで戻され、ボス戦の場合はボス戦の最初からやり直しとなるリバイバルスタート方式が採用されている。コンティニューは無制限に可能であるが、ゲームオーバー時点でどこまで進行していたかにかかわらず、ゲームオーバーとなったステージの最初からやり直しとなる。

### システム
方向キー+2ボタンによって行う。
- 方向キー：自機の移動。
- IIボタン：ショット発射。オート連射は装備されておらず、敵キャラクターの耐久力の高さと相まって、特に初期型の連射装置のないコントローラーではかなりの苦戦を強いられる。また、PCエンジン標準のターボパットで連射する場合、ターボ2より一段下のターボ1の方が連射が速く、4面に至っては処理落ちの関係でターボ1でなければ連射できない。押し続けるとヒートメーター両端のエネルギーゲージが黄色に変化するが、この状態でボタンを離すとバックアップユニット装着時のみユニットに応じた特殊攻撃（いわゆる「溜め撃ち」）を発射できる。
- Iボタン：方向キーと組み合わせてIボタンを押すことで、瞬間的に高速移動できる「オーバーブースト」を使用できる。オーバーブーストを使用すると画面下中央の「ヒートメーター」が上昇し、50%を超えるとメーターがレッドゾーンに突入する。メーターは時間経過で徐々に減少していくが、レッドゾーンに突入している間はオーバーブーストを使用できない。またIボタンを押している長さで移動距離を調節できるが、最大出力で使用するとゲージを50%上昇させてしまう（メーターが0%の状態の場合、最大出力で2回まで連続使用が可能ということになる）。当作品ではオーバーブーストをうまく利用しないと攻略が非常に難しくなる場面が多く存在する。また、ボスの攻撃の死角にオーバーブーストで飛び込むことで短期決着が可能となる場合もある。
- RUNボタン：ポーズボタン。ポーズ時のジングルはステージ1のBGM「RAYXANBER」のメインフレーズのアレンジとなっている。

### パワーアップ
パワーアップアイテムは「バックアップユニット」と呼ばれ、黒＋パワーアップに応じた色でカラーリングされた「アタックデバイス（戦闘機、攻撃は一切してこない。通常弾1発で破壊可能）」を破壊すると出現する。バックアップユニットは出現後、時計回りに上→右→下→左の順で回転を始めるが、ユニット取得時の向きに応じてバックアップユニットから発射される弾の方向が決定される。
- 上または下で取得：自機の上下に発射
- 右で取得：自機の前方に発射
- 左で取得：自機の後方に発射

バックアップユニットは次の3種類。
- アイスストーム（青）

青のアタックデバイスを破壊すると出現。4方向に青い氷の刺を発射する。単発の攻撃力は3種類中最も低いが、攻撃範囲が広く連射力も高いため使い勝手は良い（上下方向で取得すると自機のショットと併せて5方向をカバーできる）。溜め撃ちは8方向に氷の刺を発射する「スプレッド・ストーム」。
- ファイアーボール（赤）

赤のアタックデバイスを破壊すると出現。2本の炎の球を発射し、着弾地点で爆風を発生させる（爆風にも攻撃判定がある）。硬い敵やボスに密着して連射した場合の攻撃力は非常に高いものの、連射力が低く貫通力もないので一番扱いづらい。また弾速も最も遅いため、弾切れが一番発生しやすい装備でもある。溜め撃ちは敵を追尾する「ホーミングボール」。
- ライトニングボルト（緑）

緑のアタックデバイスを破壊すると出現。貫通力のある2本のサンダーレーザーを発射する。耐久力が自機のショット1発分の敵は全て貫通するため、掃討力に優れている。またレーザーはそこそこの長さがあり、弾速も速いため弾切れとなることはほとんどない。
溜め撃ちは自機の周囲を光球が回転する「リボルビングボルト」。当作品で唯一地形を貫通する攻撃手段であり、この攻撃でないと破壊できない敵も存在する。

## 設定

### ストーリー
「ゾウル・エンパイア」の中枢を叩き逆転確率5千6百万分の一の戦いに勝利した「エリミネート・スキャナー」は、母星地球の衛星軌道に進入していた。感慨にふけるパイロットの耳に響く音、音、音。それらは地上からの歓喜の声であり、また祝福のメロディでもあった。

ふと気づくと自機の両サイドには早期防宙迎撃機が1機ずつ接近、その申し訳程度につけられた翼を振ってランデブー航行に入ろうとしていた。軌道ドックの迎撃隊員の内「エリミネート・スキャナー」の帰還を待ち切れなくなった者が、護衛を買って出たのだろうか。

が、殺気一閃、迎撃機は微細な破片をまき散らしその存在方法をガス球へと転じた。明らかに移送歪曲場による原子転換。
「ゾウル・エンパイア」のアタックデバイスの装備する標準兵器による攻撃だった。

眼前を直視するパイロット。瞳孔が拡大し、アドレナリンが大量に分泌される。そこには異常なスピードで増殖する恐怖が凝縮されていた。

※逆転確率5千6百万分の一は初代ライザンバーの逆転確率であり、Ⅱでの逆転確率はTVCM及びキャッチコピーに書かれていた逆転確率7800万分の1となっている。

### ステージ構成
ステージ1「地球衛星軌道」
- 「ゾウル・エンパイア」はゾウル中枢での最終決戦以前に、地球へ向けて自らを分裂増殖させた機動端末「ガーラ・ジ・ドーメン」を送り込んでいた。軌道ステーションを舞台に戦いは再び始まる。ガードデバイスは「ガール・マ・ガーン」。

ステージ2「太平洋洋上」
- アメリカ大陸を制圧したアタックデバイスは、ユーラシア大陸への侵攻を開始した。それを追う「エリミネート・スキャナーAd」は遂に洋上で侵攻部隊を補足、迎撃行動に入った。ガードデバイスは「ジオタート・ゾム」。

ステージ3「ギラザドール・ガイ」
- ユーラシア大陸東端の列島に上陸。そこで待ち受けていたものは巨大なムカデ状の都市制圧兵器だった。廃墟の中にガードデバイス「ギラザドール・ガイ」の起動音が響く。

ステージ4「地価粘膜空洞」
- 「ギラザドール・ガイ」のニューロ・サーキットからダウンロードした情報により、「ガーラ・ジ・ドーメン」の位置が判明。目標は地下30km。地下への進入をエネルギー吸収効果を持つ粘膜が阻む。ガードデバイスは「オスラ・ゴド」。

ステージ5「装甲要塞」
- 敵は大陸下部地殻に生体装甲による「ゾウル」増殖プラントを築き上げていた。「ゾウル」の幼生はここでゲレン甲殻に守られ成長、全生物の恐るべき天敵となる。ガードデバイスは「ヂロ・ゲレン」と「タロ・ゲレン」。

ステージ6「ニューロ・コード」
- 地下30km付近にある地殻とマントルの境界、モホロビチッチ不連続面には「ガーラ・ジ・ドーメン」の張り巡らせたニューロ・コードが広がり。不気味な蠢動を繰り返していた。完全成長した「ガーラ・ジ・ドーメン」は既に機動端末という範疇を超え、一個のマスターデバイスと化していた。

## ボスキャラクター
当作品では、ボスキャラクターは「ガードデバイス」と呼称する。また最終ボスのみ「マスターデバイス」と呼称する。

## スタッフ
- プロデュース：TEAM 50
- ゲーム・デザイン：中村一秀
- メイン・プログラム：みなみふみお
- ツール・プログラム：わしずよしゆき
- グラフィック：五十嵐丈晴
- 音楽：斉藤康仁
- エグゼクティブ・プロデューサー：秋田直和
- スペシャル・サンクス：ビショップアートオフィス、国際通信社

## 評価
ゲーム誌『月刊PCエンジン』では90・90・85・80・75の平均84点（満100点）、『マル勝PCエンジン』では5・6・7・5の合計23点（満40点）、『PC Engine FAN』の読者投票による「ゲーム通信簿」での評価は以下の通りとなっており、22.21点（満30点）となっている  。また、この得点はPCエンジン全ソフトの中で155位（485本中、1993年時点）となっている。同雑誌1993年10月号特別付録の「PCエンジンオールカタログ'93」では、「マニアもうならせたほど、難易度は高い」と紹介されている。
| 項目 | キャラクタ | 音楽 | 操作性 | 熱中度 | お買得度 | オリジナリティ | 総合  |
| 得点 | 3.44       | 3.94 | 3.67   | 3.90   | 3.44     | 3.81           | 22.21 |